# Sjölidens kapell
Sjölidens kapell är ett kapell som tillhör Värmdö församling i Stockholms stift. Kapellet är en del av Värmdö församlingsgård och ligger vid Torsbyfjärdens strand i Värmdö kommun.

## Kapellet
Församlingsgårdens fastighet uppfördes som bostadshus under 1900-talets första decennium. På 1940-talet var Sjöliden fångvårdsanstalt åt kvinnor. 1981 uppfördes ett kapell bredvid huvudbyggnaden på initiativ av Kristna Synskadades Förening. 1991 köptes fastigheten in av Värmdö församling.
Kapellet har en stomme av trä och ytterväggar klädda med gulmålad liggande panel. Yttertaket är belagt med röda tegelpannor. Kyrkorummet har ett brunt tredingstak.
Vid sjösidan står en klockstapel av trä som invigdes 1998.

## Inventarier
- På altarbordet står ett träkors från 1995 som är tillverkat av Yngve Jägbeck.

### Orgel
- 1982 byggde Birger Forsberg, Uppsala en mekanisk orgel.

| Manual            | Pedal   |
| Gedackt 8' B/D    | Bihängd |
| Träflöjt 4' B/D   |         |
| Principal 2' B/D  |         |
| Kvinta 1 1/3' B/D |         |

- En elektrisk orgel med 38 stämmor tillkom 1996.

## Bilder

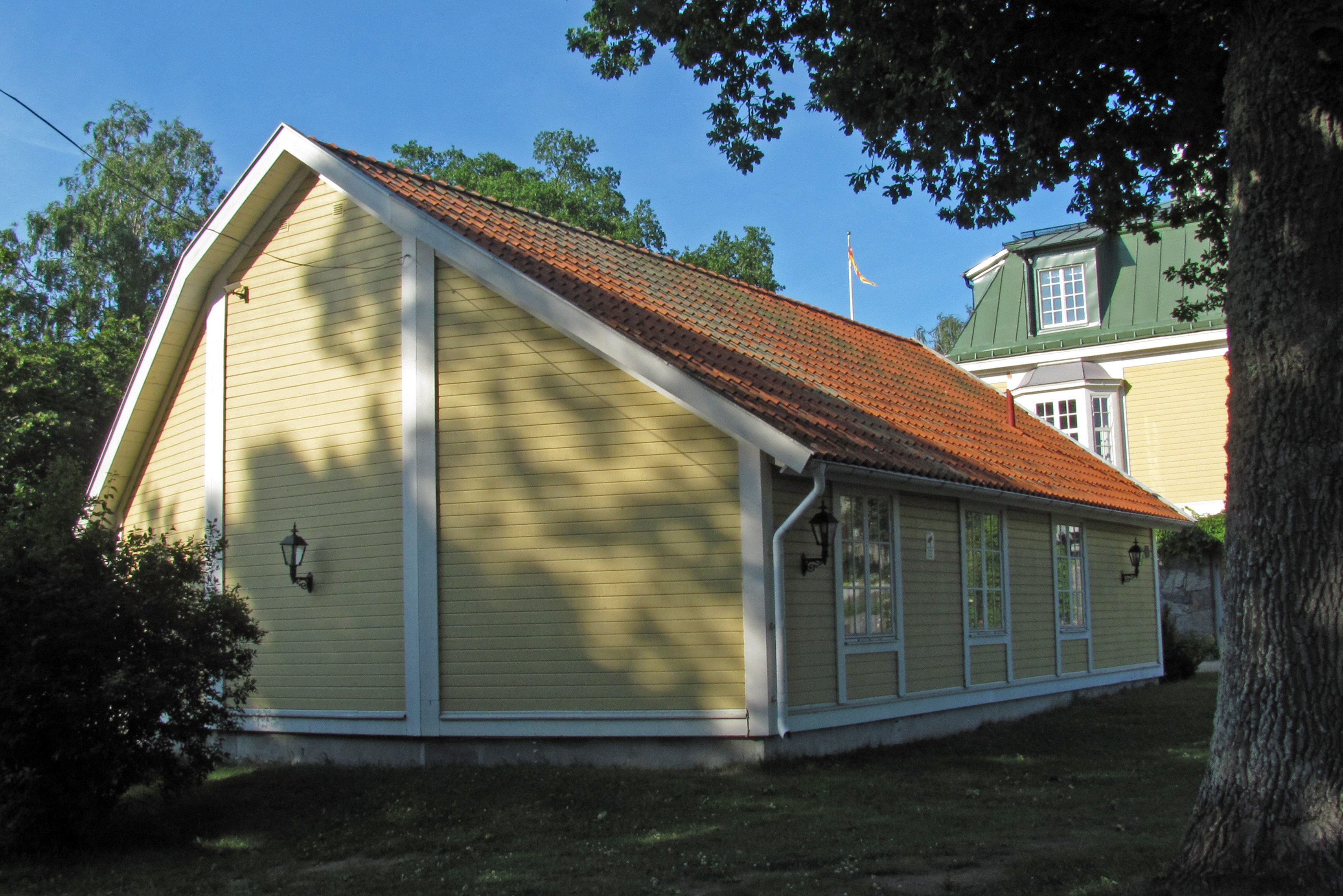
Södra sidan
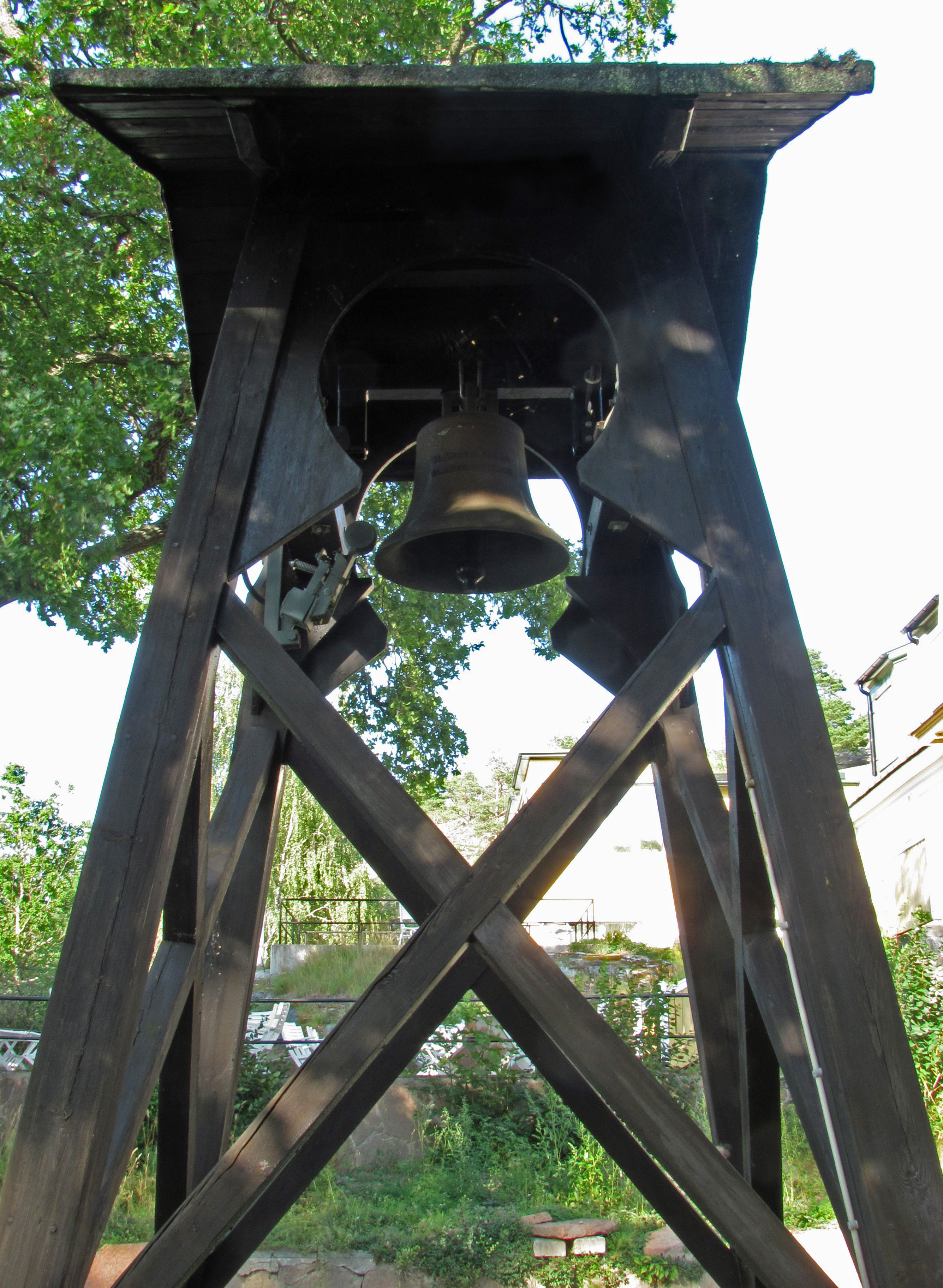
Klockstapeln

### Webbkällor
- Värmdö församling